# Valorant
Valorant (stylizováno jako VALORANT) je free-to-play multiplayerová střílečka z pohledu první osoby vyvinutá a distribuovaná studiem Riot Games. Hra byla oznámena v říjnu 2019 pod názvem Project A. Beta verze hry byla spuštěna 7. dubna 2020 a hra byla vydána 2. června 2020 na platformu Microsoft Windows.

## Hratelnost
Valorant je týmová taktická střílečka z pohledu první osoby zasazená v blízké budoucnosti. Hráči hrají za tzv. agenty, postavy, které pocházejí z různých zemí a kultur po celém světě. V hlavním herním módu jsou týmy tvořeny po pěti hráčích, přičemž jeden z týmů brání a druhý útočí. Agenti mají speciální schopnosti a prostřednictvím peněžního systému si mohou nakupovat další schopnosti a zbraně. Ve hře se nachází například sekundární zbraně (pistole nebo nože), samopaly, brokovnice, kulomety, útočné pušky a odstřelovací pušky. Zbraně mají zpětný ráz a hráč je tak musí umět ovládat, aby mohl přesně střílet. Útočící tým disponuje bombou, nazývanou Spike, kterou musí nastražit na předem dané místo, nazývané Plant. Pokud útočící tým úspěšně uchrání bombu a bomba detonuje, dostanou bod. Pokud bránící tým úspěšně zneškodní bombu, jejíž časovač je nastaven na 45 sekund, získá bod. Pokud hráči útočícího týmu eliminují všechny hráče z bránícího týmu, získávají bod. Po dvanácti kolech se týmy prohazují, útočící na bránící a naopak. První tým, který získá 13 bodů, vyhrává zápas.

### Agenti
Agent je postava, za kterou hráč po celou dobu daného herního módu hraje. Každý pochází z jiné země, má vlastní osobní příběh a různé speciální schopnosti. 
Hráč si agenta volí vždy na začátku vybraných herních módu. V jednom týmu se nesmí vyskytovat dva totožní agenti, může se však stát, že si hráč v protějším týmu zvolí stejného agenta. Celkem se ve hře vyskytuje 27 agentů, kteří se dělí do 4 tříd:
- Duelisté se specializují na útoky a zpřístupnění místa určená položení bomby. Zpravidla do míst vchazí první. Jedna z jejich speciální dovedností je nejčastěji flash (oslepující dovednost, fungující podobně jako omračující granát), nebo schopnosti, které jím umožňují lépe se pohybovat. Při příchodu na místo mohou sdělit svým spoluhráčům užitečné informace (např. o nejaktuálnější pozice nepřátel či příchozí nebezpečí).
  - Agenti ve třídě duelistů jsou Phoenix[9], Reyna[10], Jett[11], Raze[12], Yoru[13], Neon[14], Iso, Waylay
- Sentinelové se nejčastěji využívají k ochraně svých spoluhráčů. Jejich speciální schopnosti tvoří převážně statické objekty, které odhalují nebo nebo poškozují své nepřátele. Tým, který brání místo využívá sentineli nejčastěji k zpomalení a udržování nepřátel co nejdál od míst.
  - Agenti ve třídě sentinelů jsou Sage[15], Cypher[16], Killjoy[17], Chamber[18], Deadlock[19] , Vyse
- Controlleři jsou specializováni na odstranění potencionálně nebezpečného prostoru a vytvoření více kontrolovaného místa. Mají nejčastěji schopnosti typu smoke (čes. kouř), které fungují velmi podobně jako dýmovnice. Tato dovednost jim umožňuje snížit či omezit viditelnost na mapě. Vytváří tím bezpečnější možnost pohybu pro svůj tým.
  - Agenti ve tříde controllerů jsou Brimstone[20], Viper[21], Omen[22], Astra[23], Harbor[24], Clove[25]
- Iniciátoři vse specializují na dobytí obrany nepřátel. Jejich schopnosti nejčastěji tvoří flash a objekty k odhalování pozic nepřátelů. Při útoku pomáhají získat potřebné informace a tím usnadňují příchod na místo určené k umístění bomby Spike.
  - Agenti ve tříde iniciátorů jsou Sova[26], Breach[27], Skye[28], KAY/O[29], Fade[30], Gekko, Tejo

## Vývoj
Valorant je vyvíjen a distribuován studiem Riot Games, které stojí za vytvořením videohry League of Legends. Výzkum a vývoj hry započal v roce 2014. Joe Ziegler, režisér Valorantu, je považován za tvůrce jeho původní myšlenky, když během diskuse s ostatními designéry studia přemýšlel, jakou jinou hru by Riot mohlo vytvořit. David Nottingham je kreativním režisérem Valorantu. Trevor Romleski, bývalý designér hry League of Legends, a Salvatore Garozzo, bývalý profesionální hráč a designér map hry Counter-Strike: Global Offensive, jsou designéry Valorantu. Moby Francke, bývalý vývojář společnosti Valve, který byl výtvarníkem a designérem postav videoher Half-Life 2 a Team Fortress 2, je výtvarným režisérem Valorantu. Hra je stavěna na Unreal Engine.

## Vydání Hry
Valorant byl představen prostřednictvím teaseru pod názvem Project A v říjnu 2019. Oficiálně oznámen byl na platformě YouTube dne 1. března 2020 gameplayem pojmenovaném „The Round“. Uzavřená beta byla spuštěna 7. dubna 2020 ve Spojených státech, Kanadě, Evropě, Rusku a Turecku. Valorant vyšel 2. června 2020 jako plná hra.

## Kritika
Valorant je přirovnáván k akční videohře společnosti Valve Counter-Strike: Global Offensive, protože se v obou hrách nachází tým o pěti hráčích a jeden z nich se snaží nastražit bombu, a střílečce s hrdiny Overwatch od Blizzardu.
Austen Goslin z Polygonu pochválil beta verzi Valorantu. Hru popsal jako „jednu z nejzábavnějších taktických stříleček, kterou jsem hrál“.

### Kontroverze s anticheatem
Hra byla kritizována kvůli využívání anticheatu Riot Vanguard, který běží na počítači, i pokud je hra vypnutá. Vanguard funguje jako kernelový ovladač, což mu umožňuje nepřetržitý přístup k celému systému. Zpravodajský server OSNews upozornil na fakt, že společnost Riot Games vlastní čínský konglomerát Tencent, který by mohl uživatele skrz Vanguard špehovat. Dále OSNews upozorňuje, že by software mohl obsahovat bezpečnostní díry, které mohou být využity hackery. Společnost Riot Games však popírá veškeré nařčení ze špehování a zároveň spustila tzv. bug bounty program pro co nejrychlejší vylepšení bezpečnosti anticheatu.

## Úrovně
Ve Valorantu jsou úrovně po třech až na jednu úroveň, která se nazývá Radiant. Radiant je nejlepší úroveň ve které je 500 nejlepších hráčů z daného regionu například Evropa, Severní Amerika atd. Mezi  další úrovně patří Iron, Bronze, Silver, Gold, Platinum, Diamond, Ascendant a Immortal a poté je Radiant. Tyto úrovně jsou seřazené od nejhorší po nejlepší. 